# Les Aventures des mers du Sud
Les Aventures des mers du Sud (Tales of the South Seas) est une série télévisée australienne en 22 épisodes de 45 minutes, directement inspirés des 4 recueils de nouvelles de Jack London, dits Contes des mers du Sud et plus précisément de fils du soleil, et diffusée de février 1998 à 2000 sur Network Ten.
En France, elle a été diffusée à partir du 3 août 1998 sur France 3, et au Québec à partir de février 2000 à Séries+.

## Synopsis
Dans le Pacifique Sud au début du XXe siècle, deux marins (David Grief et son ami Mauriri) naviguent d'île en île à bord d'une goélette et pêchent avec l'autorisation du chef local. Ils essaient, grâce au transport et au commerce, d'économiser pour acheter un ranch en Australie afin d'y élever des chevaux.

## Distribution
- William Snow : David Grief
- Rachel Blakely : Isabelle Reed
- Rene Naufahu (en) : Mauriri Lepau
- Adrian Wright (en) : Lieutenant Jean Morlais
- Kimberly Joseph : Clare Devon
- Rowena King : Lavinia Timoto
- Mark Lee (en) : Révérend Colin Trent

## Épisodes
1. Paradis à vendre (Paradise Regained)
2. La Perle du diable (The Devil's Pearl)
3. L'Île de Norfolk (The Locket)
4. Leçons pour un guerrier (Lessons for a Warrior)
5. Contrebande (Trent in Love)
6. L'Enlèvement de Claire (The Fiery Messiah)
7. Trafic d'esclaves (Blackbirding)
8. Eaux troubles (The Rabblerouser)
9. Le Frère d'Isabelle (Isabelle's Brother)
10. La Rébellion des Boxers (The Boxer Rebellion)
11. L'Esprit des anciens (The Statue)
12. L'Or des fous (Fool's Gold)
13. Sans foi ni loi (The Assassin)
14. Un pari perdu (The Outlaws)
15. Petit Voyage au bout de l'enfer (Fatal Shore)
16. Cocktail détonant (Fast Company)
17. L'Œil de Tangaroa (The Eye of Tangaroa)
18. Surprise, surprise (Rock of Ages)
19. Grief et les lépreux (Grief and Lepers)
20. Une espionne de charme (The Compass and the Killer)
21. Piège amoureux (The Tender Trap)
22. La Fin de Jenny (The End of Jenny)